# Petra Grabowski
Petra Grabowski   (Brandenburg an der Havel, 31 de gener de 1952) és una piragüista d'aigües tranquil·les alemanya, ja retirada, que va competir sota bandera de la República Democràtica Alemanya durant la dècada de 1970. Es casà amb el també piragüista Hans-Joachim Borzym.
El 1972 va prendre part en els Jocs Olímpics d'Estiu de Munic, on guanyà la medalla de plata en la prova del K-2, 500 metres del programa de piragüisme. Formà parella amb Ilse Kaschube.
En el seu palmarès també destaquen sis medalles al Campionat del Món de piragüisme en aigües tranquil·les, una d'or, tres de plata i dues de bronze, entre les edicions del 1970 i 1973; així com sis campionats de la RDA en diferents categories.